# Lijst van ex-WWE'ers (S-Z)
Dit is een lijst van ex-WWE'ers met de beginletters S tot en met Z. De huidige werknemers van WWE staan hier niet bij.

## Alumni (S-Z)

### S

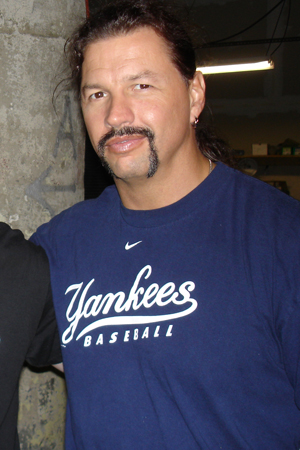
Allen Sarven in 2006.

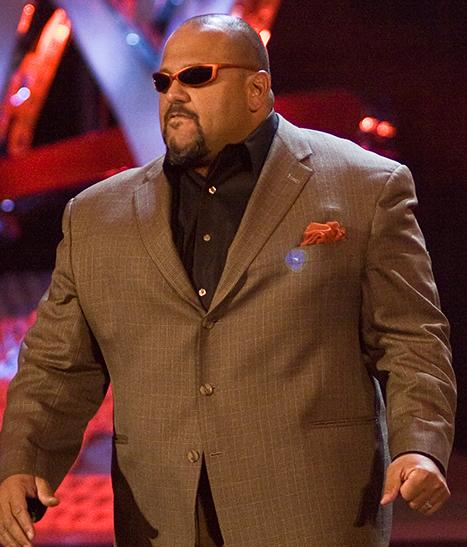
Peter Senerchia in 2008.

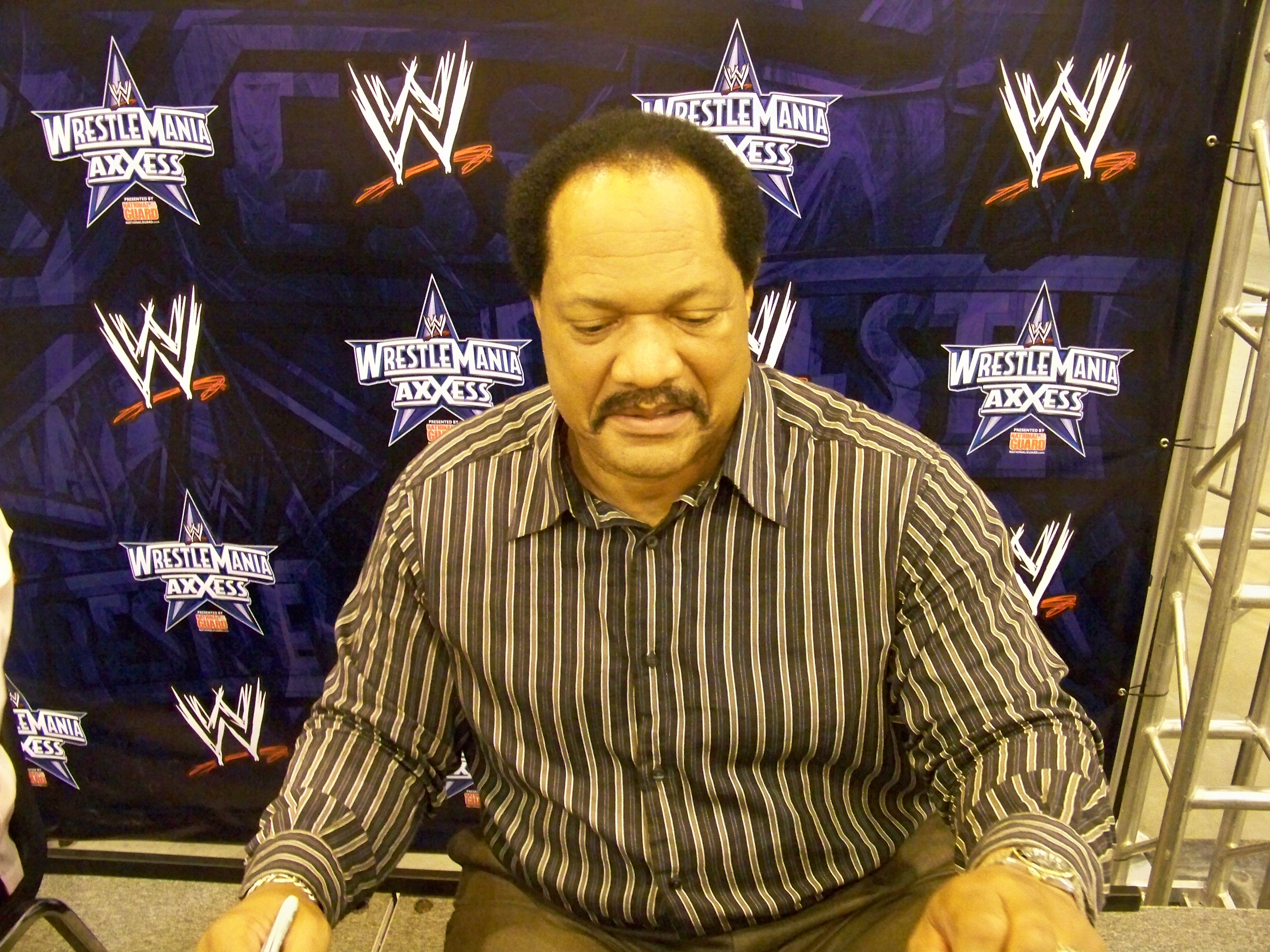
Ron Simmons in 2009.

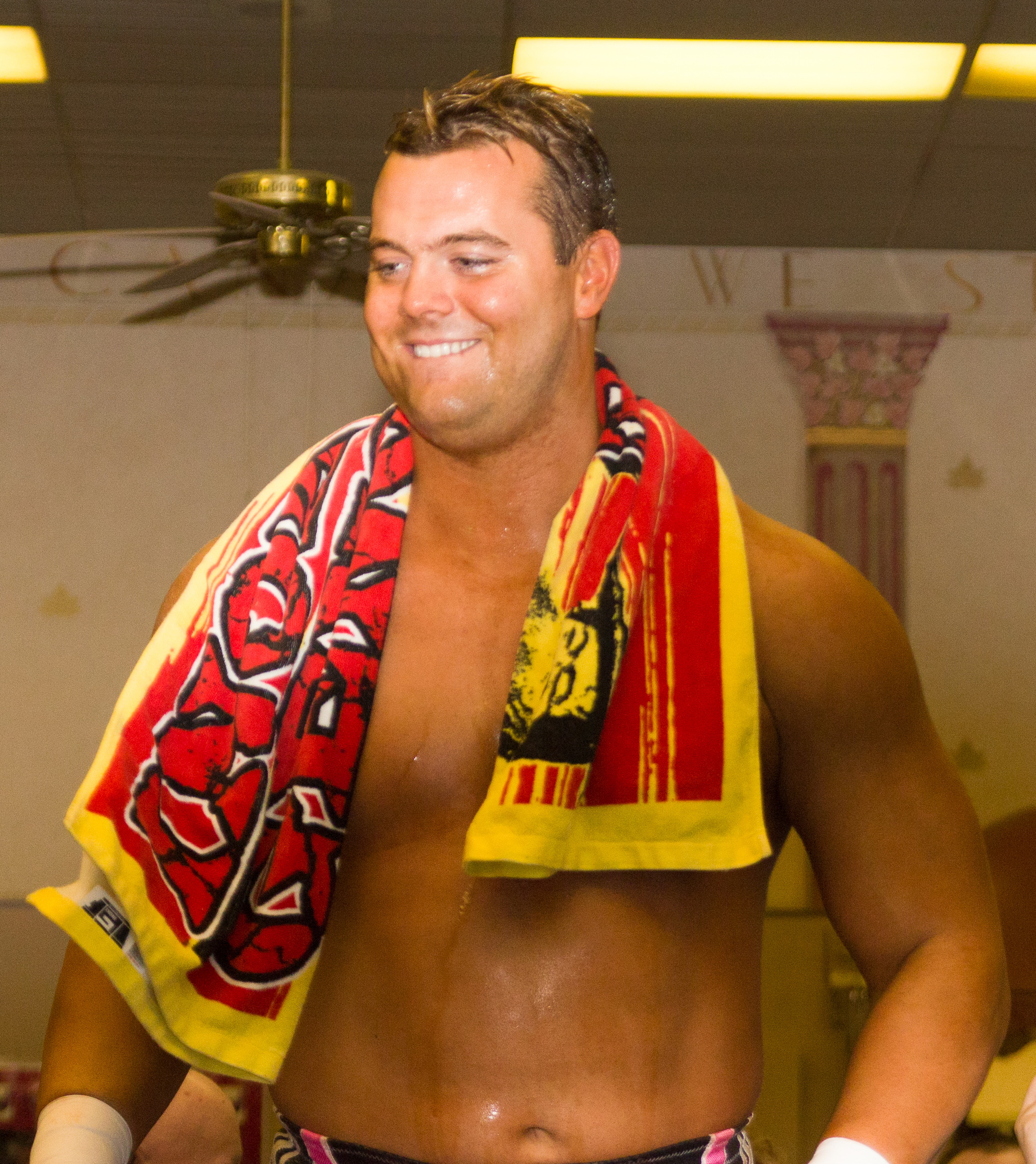
Harry Smith in 2011.

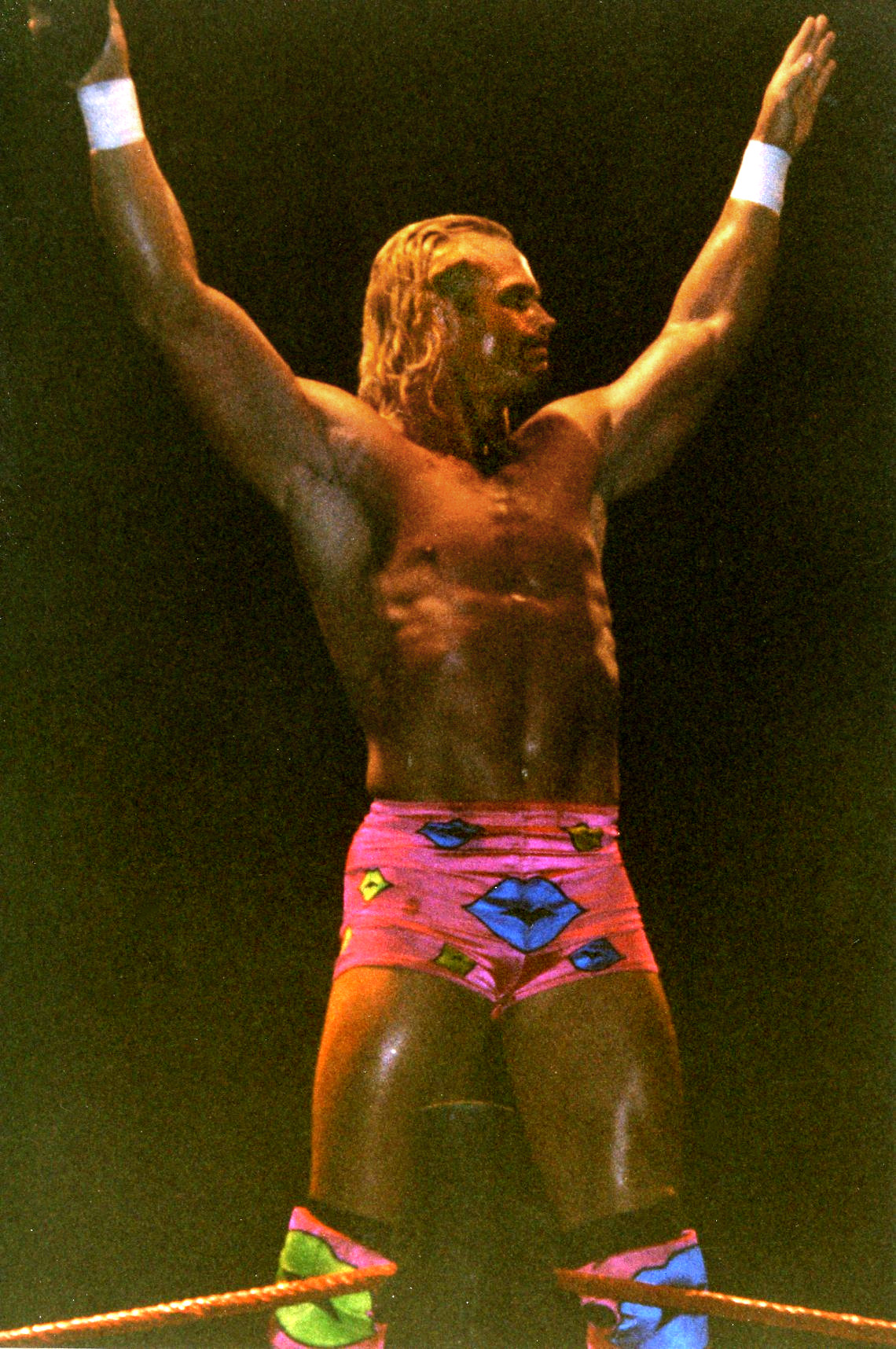
Monty Sopp als Billy Gunn.

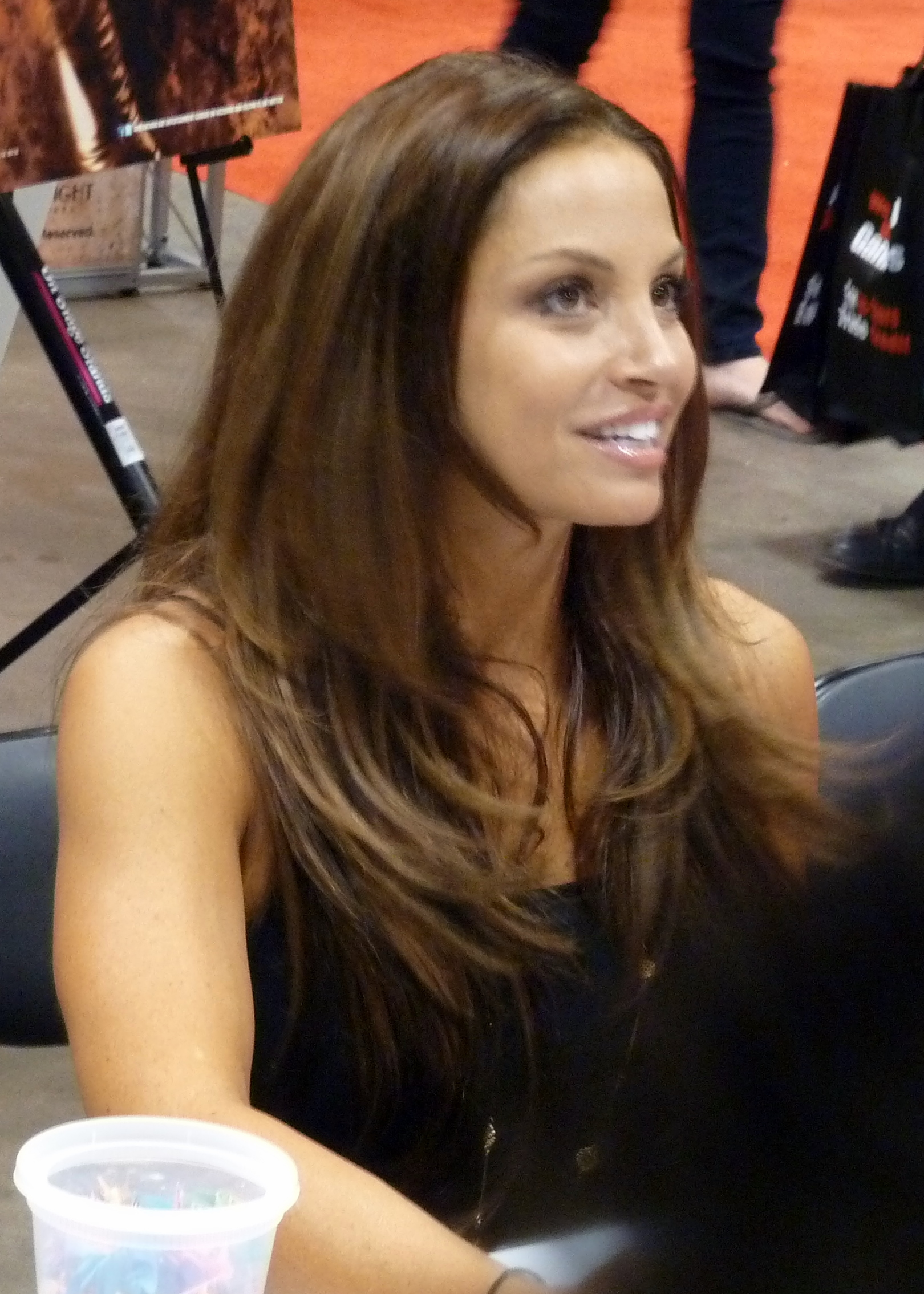
Patricia Stratigias in 2001.

| Naam                            | Ring na(a)m(en)                                 | Jaartal(len)                            |
| ------------------------------- | ----------------------------------------------- | --------------------------------------- |
| S                               |                                                 |                                         |
| Jerome Saganovich               | Jerry Sags                                      | 1990-1993                               |
| Masa Saito                      | Masa Saito                                      | 1981-1982                               |
| Ryan Sakoda                     | Sakoda                                          | 2003-2004                               |
| Bruno Sammartino                | Bruno Sammartino                                | 1963-1987                               |
| David Sammartino                | David Sammartino                                | 1980-1988                               |
| Allen Sarven                    | Al Snow Avatar Leif Cassidy Shinobi Steve Moore | 1995-2003                               |
| Akio Sato                       | Sato                                            | 1990                                    |
| Shigeki Sato                    | Dick Togo                                       | 1998-1999                               |
| Perry Satullo                   | Perry Saturn                                    | 2000-2002                               |
| Joe Scarpa                      | Chief Jay Strongbow                             | 1970-1987                               |
| Sherri Schrull                  | "Sensational" Sherri Martel                     | 1987-1990 1993                          |
| David Schultz                   | "Dr. D" David Schultz                           | 1984-1985                               |
| Mikel Scicluna                  | "Baron" Mikel Scicluna                          | 1964-1972 1974-1987                     |
| Jesús Guadalupe Delgado Seldaña | Essa Rios                                       | 1997-2001                               |
| Kurt Sellers                    | James Curtis KC James                           | 2006-2008                               |
| Peter Senerchia                 | Tazz                                            | 1999-2009                               |
| Dan Severn                      | Dan "The Beast" Severn                          | 1998-1999                               |
| Mike Shane                      | Jake Gymini                                     | 2005-2007                               |
| Todd Shane                      | Jesse Gymini                                    | 2005-2007                               |
| Mike Shaw                       | Bastion Booger Friar Ferguson                   | 1993-1994                               |
| Kensuke Shinzaki                | Hakushi                                         | 1995-1996                               |
| Walter Sieber                   | Waldo Von Erich                                 | 1963-1966 1969-1970                     |
| Paulo César da Silva            | Giant Silva                                     | 1998-2000                               |
| Billy Silverman                 | Billy Silverman                                 | 2001                                    |
| Brandon Silvestry               | Kaval                                           | 2008-2010                               |
| Ron Simmons                     | Faarooq Faarooq Asaad Ron Simmons               | 1996-2007                               |
| Rhonda Sing                     | Bertha Faye                                     | 1995                                    |
| Gurjit Singh                    | Tiger Ali Singh                                 | 1997-2001                               |
| Arnold Skaaland                 | Arnold Skaaland                                 | 1963-1977                               |
| Aurelian Smith jr.              | Jake "The Snake" Roberts                        | 1986-1992                               |
| David Smith                     | The British Bulldog Davey Boy Smith             | 1984-1988 1990-1992 1994-1997 1999-2000 |
| Harry Smith                     | David Hart (DH) Smith                           | 2007-2011                               |
| Michael Smith                   | Sam Houston                                     | 1987-1991                               |
| Robin Smith                     | Rockin' Robin                                   | 1987-1989                               |
| Timothy A. Smith                | Timothy Well                                    | 1993-1995                               |
| Bill Smithson                   | Moondog Spike                                   | 1984-1986                               |
| Tracy Smothers                  | Freddy Joe Floyd                                | 1996-1997                               |
| Gene Snitsky                    | Gene Snitsky Snitsky                            | 2004-2008                               |
| Merced Solis                    | Tito Santana El Matador                         | 1983-1993                               |
| Monty Sopp                      | Billy G Billy Gunn Mr. Ass Rockabilly           | 1993-2004                               |
| Charles John Spencer            | Tony Mamaluke                                   | 2001-2003 2006-2007                     |
| Dan Spivey                      | Danny Spivey Waylon Mercy                       | 1985-1988                               |
| Aaron Stevens                   | Idol Stevens                                    | 2002-2007                               |
| Herman Stevens                  | Clarence Mason                                  | 1995-2000                               |
| Ray Stevens                     | Ray Stevens                                     | 1982-1983                               |
| Peter Stilsbury                 | Outback Jack                                    | 1986-1988                               |
| George Stipich                  | Stan "The Man" Stasiak                          | 1971-1979                               |
| Sean Stipich                    | Meat Planet Stasiak Shawn Stasiak               | 1998-1999 2001-2002                     |
| Patricia Stratigias             | Trish Stratus                                   | 2000-2006                               |
| John L. Sullivan                | Johnny Valiant                                  | 1970 1974-1975 1978-1988                |
| Kevin Sullivan                  | Kevin Sullivan                                  | 1975-1976                               |
| Sharmell Sullivan               | Sharmell Sharmell Sullivan Queen Sharmell       | 2005-20072007                           |
| John Sutton                     | Oliver Humperdink                               | onbekend                                |
| Hiroko Suzuki                   | Hiroko                                          | 2004-2005                               |
| Kenzo Suzuki                    | Kenzo Suzuki                                    | 2003-2005                               |
| Tammy Lynn Sytch                | Sunny Tamara Murphy                             | 1995-1998                               |
| Robert Szatkowski               | Rob Van Dam                                     | 2001-2007                               |
| Debbie Szestecki                | Debbie Combs                                    | 1987-1988                               |
| Terry Szopinski                 | The Warlord                                     | 1998-1992                               |

### T
| Naam                        | Ring na(a)m(en)                      | Datum(s)         |
| --------------------------- | ------------------------------------ | ---------------- |
| Yoshihiro Tajiri            | Tajiri                               | 8 december 2005  |
| Pat Tanaka                  | Tanaka                               |                  |
| Max Taogaga                 | Siva Afi                             |                  |
| Noriyo Tateno               | Noriyo Tateno                        |                  |
| David Taylor                | David Taylor                         | 28 april 2008    |
| Terry Taylor                | Red Rooster Terry Taylor             |                  |
| Genichiro Tenryu            | Tenryu                               |                  |
| John Tenta                  | Canadian Earthquake Earthquake Golga | 1999             |
| Taryn Terrell               | Tiffany                              | 2009-2010        |
| Phil Theis                  | Damien Demento                       |                  |
| Sylvester Terkay            | Sylvester Terkay                     |                  |
| John Toland                 | James Dick                           | 22 februari 2006 |
| Chris Tolos                 | Chris Tolos                          |                  |
| John Tolos                  | John Tolos The Coach                 |                  |
| Travis Tomko                | Tyson Tomko                          | 19 maart 2009    |
| Dionicio Castellanos Torres | Psicosis                             | 1 november 2006  |
| Eve Torres                  | Eve Eve Torres                       | 2007-2013        |
| Camille Tourville           | Tarzan Tyler                         |                  |
| Eric Tovey                  | Lord Littlebrook                     |                  |
| Ray Traylor                 | Big Boss Man The Bossman             |                  |
| Shian-Li Tsang              | Mrs. Yamaguchi-San                   | 1998             |
| Gabriel Tuft                | Tyler Reks                           | 2008-2012        |
| Jack Tunney                 | Jack Tunney                          |                  |

### U
| Naam          | Ring na(a)m(en) | Datum(s) |
| ------------- | --------------- | -------- |
| Joseph Utsler | Shaggy 2 Dope   | 1998     |

### V
| Naam                       | Ring na(a)m(en)                                                                                          | Datum(s)        |
| -------------------------- | --- | --------------- |
| Gertrude Vachon            | Luna Vachon                                                                                              | 2000            |
| Sione Havea Vailahi        | The Barbarian Headshrinker Sione King Konga Konga the Barbarian Sachinoshima Super Assassin 1 Tonga John |                 |
| Hade Vansen                | Hade Vansen                                                                                              | 15 januari 2009 |
| Lisa Marie Varon           | Victoria                                                                                                 | 16 januari 2009 |
| Hossein Khosrow Ali Vaziri | Col. Mustafa Iron Sheik                                                                                  |                 |
| Thea Vidale                | Mama Benjamin                                                                                            | Februari 2006   |
| Richard Vigneault          | "The Model" Rick Martel                                                                                  |                 |

### W
| Naam                  | Ring na(a)m(en)                                            | Datum(s)                                                   |
| --------------------- | ---------------------------------------------------------- | ---------------------------------------------------------- |
| Kevin Wacholz         | Nailz                                                      |                                                            |
| Sean Waltman          | 1-2-3 Kid Cannonball Kid Kamikaze Kid The Kid X-Pac        | 25 augustus 2002                                           |
| James Ware            | Koko B. Ware                                               |                                                            |
| Charles Warrington    | Beaver Cleavage Chaz Mosh                                  |                                                            |
| Dennis Waters         | Johnny Powers                                              |                                                            |
| Katarina Waters       | Katie lea Burchill Katie Lea                               | 2008 - 2010                                                |
| Bill Watts            | Bill Watts                                                 |                                                            |
| Erik Watts            | Troy                                                       | 1995 - 1996                                                |
| Alicia Webb           | Ryan Shamrock                                              |                                                            |
| Amy Weber             | Amy Weber                                                  | Februari 2005                                              |
| George Wells          | George Wells                                               |                                                            |
| Pezavan Whatley       | Pez Whatley                                                |                                                            |
| Larrence Whistler     | Larry Zbyszko                                              |                                                            |
| Anthony White         | Saba Simba Tony Atlas                                      |                                                            |
| Bill White            | Wild Bill White                                            |                                                            |
| Ed White              | Moondog King                                               |                                                            |
| Leon White            | Vader                                                      |                                                            |
| Timothy White         | Tim White                                                  | 9 januari 2009                                             |
| Brian Wickens         | Bushwhacker Luke                                           |                                                            |
| Chad Wicks            | Chad Dick                                                  | 22 februari 2006                                           |
| Matt Wiese            | Luther Reigns                                              | 11 mei 2005                                                |
| Del Wilkes            | The Patriot                                                |                                                            |
| Steve Williams        | "Dr. Death" Steve Williams                                 |                                                            |
| Torrie Wilson         | Torrie Wilson                                              | 8 mei 2008                                                 |
| Barry Windham         | Barry Windham Blackjack Windham The Stalker The Widowmaker | 31 december 2008                                           |
| Robert Windham        | Big Machine Blackjack Mulligan                             |                                                            |
| Jonathan Wisniski jr. | Greg "The Hammer" Valentine                                |                                                            |
| Jonathan Wisniski sr. | Johnny Valentine                                           |                                                            |
| Kelly Wolfe           | Wolfie D                                                   | 1996                                                       |
| Les Wolff             | "Beautiful" Buddy Wolfe                                    |                                                            |
| Bruce Woyan           | "Bulldog" Buzz Sawyer                                      |                                                            |
| Charles Wright        | The Godfather The Goodfather Kama Kama Mustafa Papa Shango | December 2002                                              |
| Juanita Wright        | Sapphire                                                   | 1989-1990                                                  |
| Marty Wright          | The Boogeyman                                              | December 2004 - september 2006 Oktober 2006 - 4 maart 2009 |

### Y
| Naam               | Ring na(a)m(en)                              | Datum(s)                            |
| ------------------ | -------------------------------------------- | ----------------------------------- |
| Lena Yada          | Lena Yada                                    | 10 november 2008                    |
| Itsuki Yamazaki    | Itsuki Yamazaki                              |                                     |
| Naofumi Yamamoto   | Mr. Yamamoto Yamamoto Yoshitatsu Yoshi Tatsu | 2002 - 2014                         |
| Brian Yandrisovitz | Brian Knobbs                                 |                                     |
| Takao Yoshida      | Taka Michinoku                               | 2001                                |
| Richard Young      | Ricky Ortiz                                  | 8 augustus 2009                     |
| James Yun          | Akio Jimmy Wang Yang Yang                    | 2001 - 2002 2003 - 2005 2006 - 2010 |

### Z
| Naam     | Ring na(a)m(en) | Datum(s) |
| -------- | --------------- | -------- |
| Tom Zenk | Tom Zenk        | 1987     |